# ノドダレトゲオイグアナ
ノドダレトゲオイグアナ（Ctenosaura palearis）は、爬虫綱有鱗目イグアナ科Ctenosaura属に分類されるトカゲ。

## 分布
グアテマラ東部

## 形態
全長オス46.3センチメートル、メス36.4センチメートル。最大全長57センチメートル。
咽頭部に垂れ下がった袋状の皮膚（咽喉垂、デュラップ）が発達する。背面に側扁した鬣状の鱗（クレスト）がある。脛の部分には棘状鱗が並ぶ。

## 分類
以前はEnyaliosaurus属として分割されていたが、現在はトゲオイグアナ属に統合されている。

## 生態
標高200 - 900メートルにある乾燥林や有刺植物からなる藪地に生息する。
Pilosocereus leucocephalus・Stenocereus pruinosusなどのサボテン類、グアバ類Psidiumなどの植物質などを食べる。卵の捕食者としてメキシコドクトカゲが挙げられる。
繁殖様式は卵生。生後2年で繁殖した例があり、飼育下では10年の長寿例がある。

## 人間との関係
宅地開発や農地開発による生息地の破壊、食用の狩猟、ペット用の乱獲により生息数は減少している。2010年にワシントン条約附属書IIに掲載された。